# Porto Santo Stefano
Porto Santo Stefano is een plaats (capoluogo) in de Italiaanse gemeente Monte Argentario, provincie Grosseto, en telt ongeveer 8810 inwoners.

## Afbeeldingen

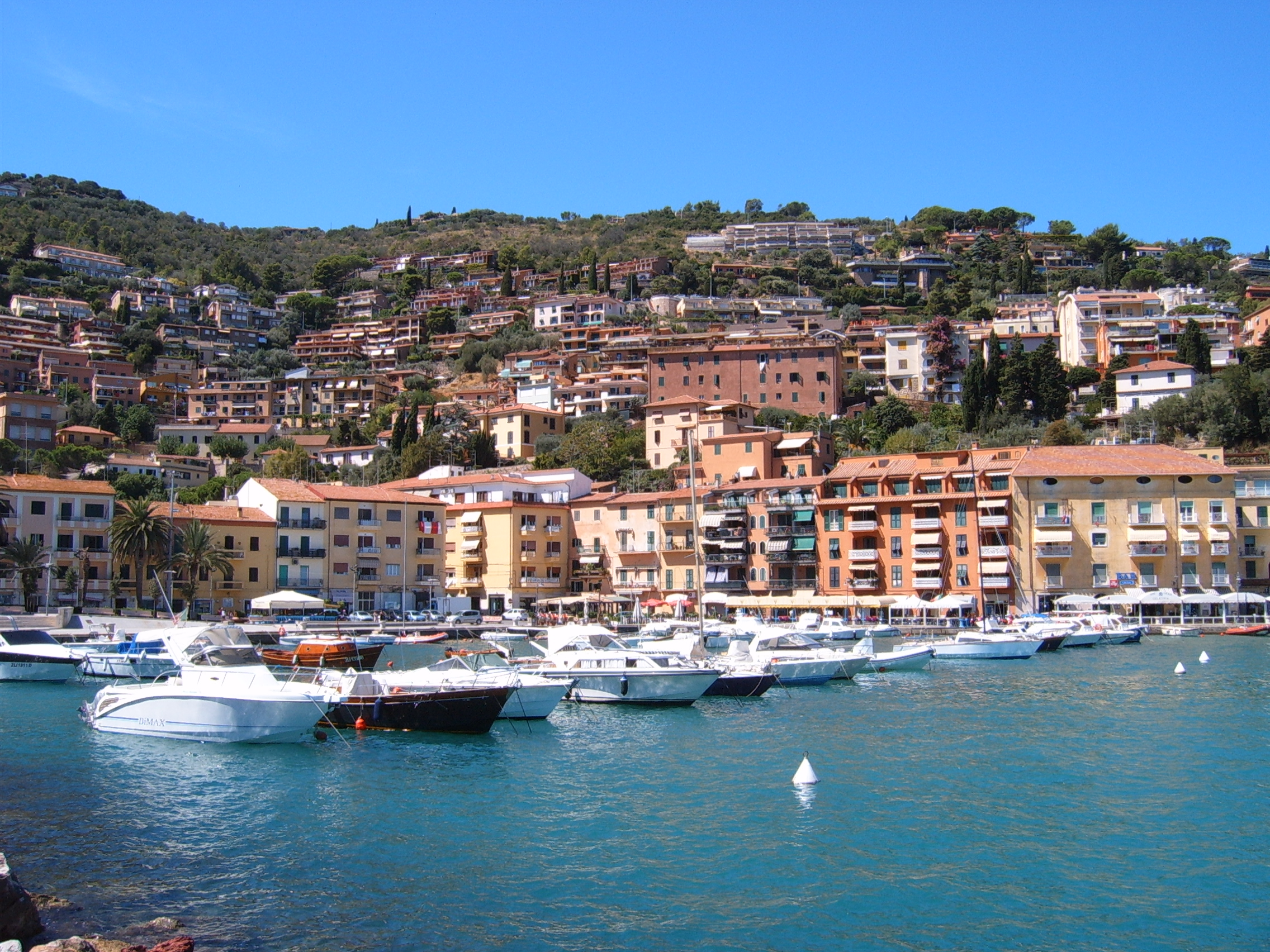
Panorama (1)
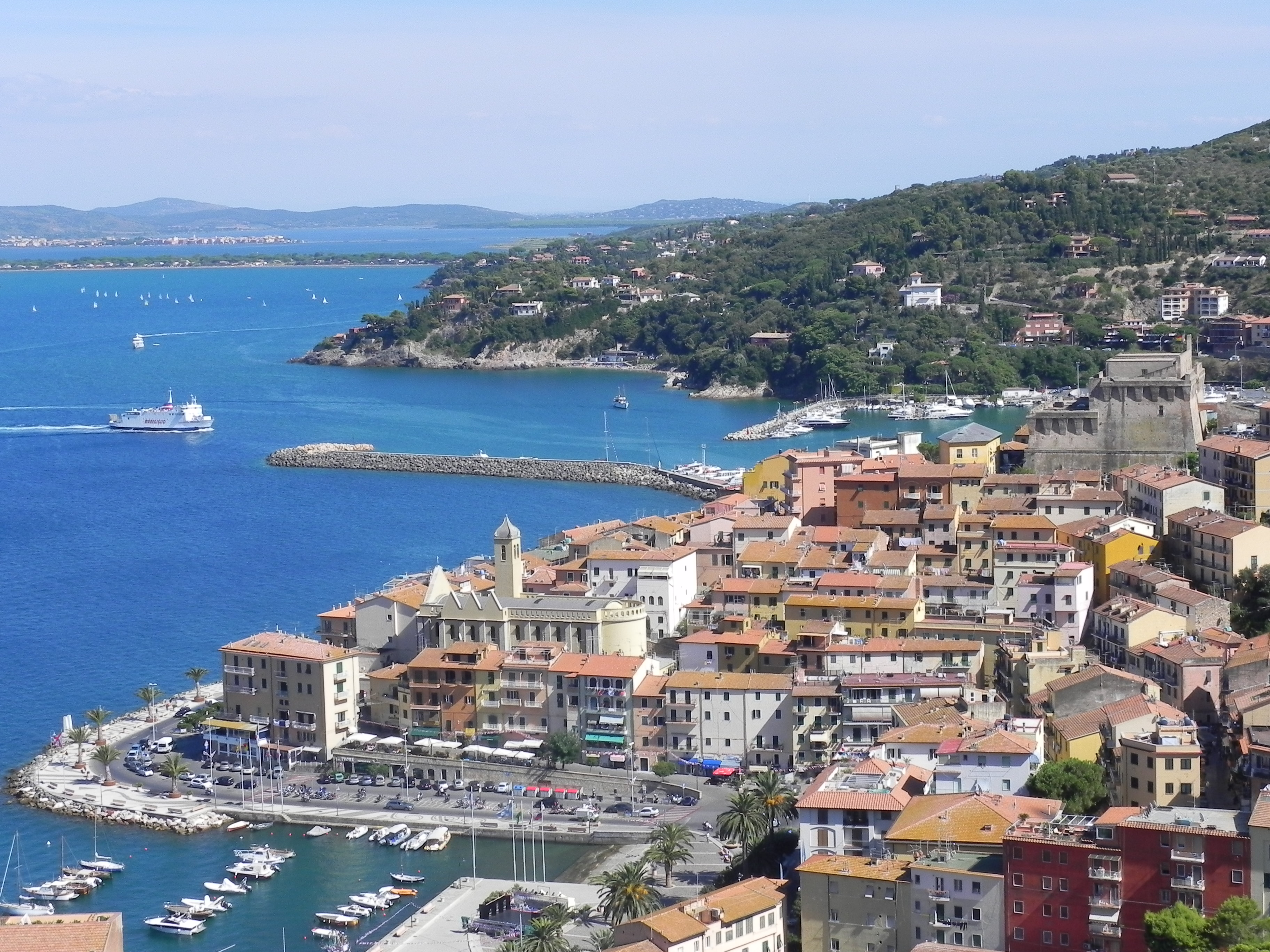
Panorama (2)
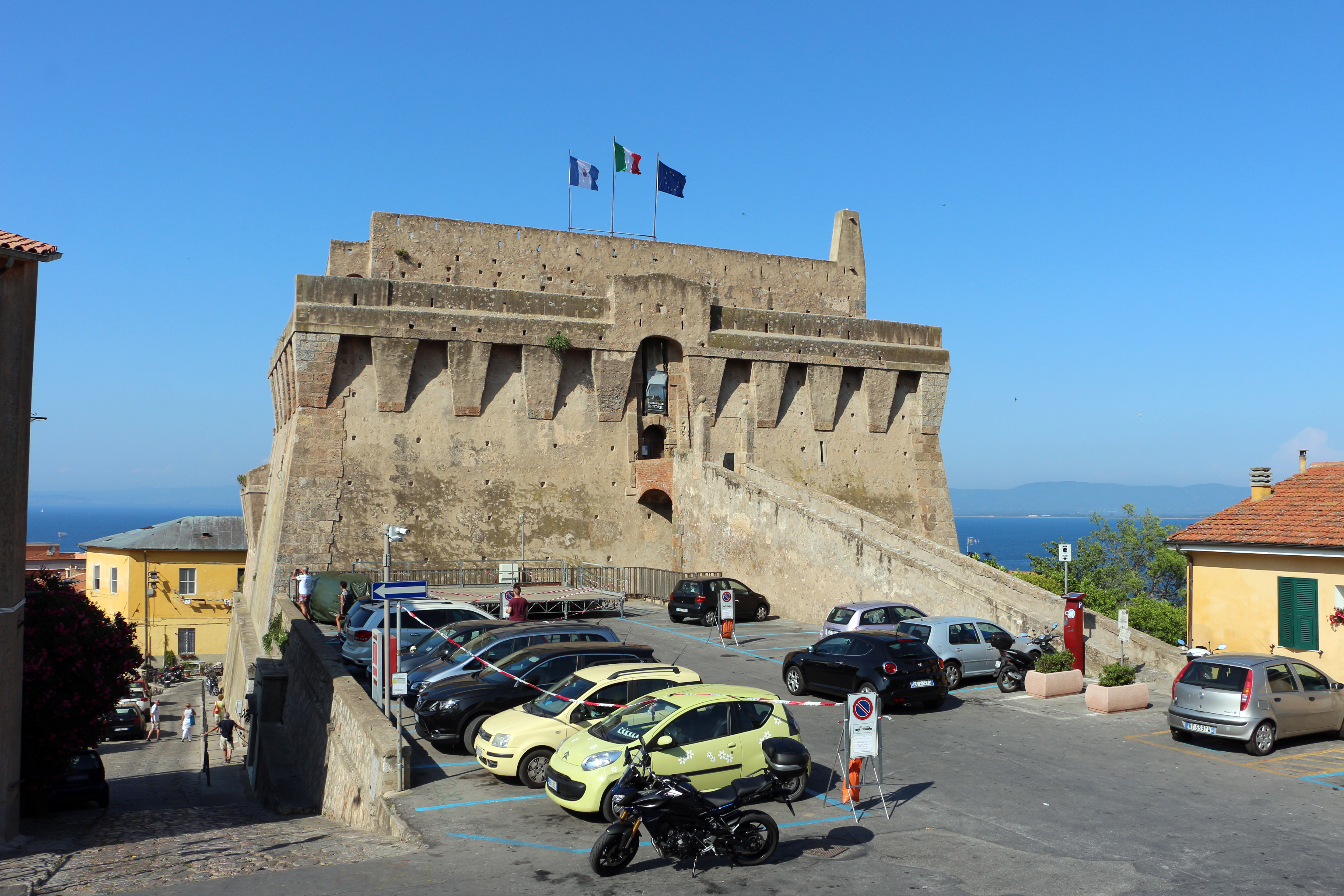
Burcht